# 俄罗斯解放军
俄罗斯解放军（俄语：Русская освободительная армия，羅馬化：Russkaya osvoboditelnaya armiya，縮寫：РОА），第二次世界大战期间东欧战场上的一支军队，是为苏联高级将领弗拉索夫在投降纳粹德国之后以蘇聯戰俘與白俄流亡者（其中有多數是俄國內戰時的反共白軍軍人）所組成的军队。
1944年下半年弗拉索夫獲准建立俄羅斯解放軍，包括陸空兩軍，人數有50,000，士兵和指揮官都來自戰俘和歐洲的俄國僑民，建軍後各原有的反共白軍都來投奔，人數達到近100,000。1945年2月9日俄羅斯解放軍第一次參與對蘇實戰，但不久第1師師長謝爾蓋·布尼亞琴科便意識到局勢不可逆轉，不願再為德國效力，從奧得河前線撤下轉往捷克與主力會合。德軍指揮官斐迪南·舍爾納甚至親自前往挽留，但在一番舌戰之後他意識到無法留住俄羅斯解放軍，悻悻而歸。弗拉索夫和下屬在意識到蘇軍已勢如破竹之後，為求戰爭結束後自保，與中立國瑞典和瑞士曾有接觸，但沒有成果。
1945年纳粹德国放弃波希米亞和摩拉維亞保護國首都布拉格，四处游弋的俄罗斯解放军率先占领了这座城市。捷克市民以为是苏联红军解放了他们的城市。此后红军到来，击溃了俄罗斯解放军，弗拉索夫被捕。
1946年，弗拉索夫在蘇聯被審判後絞刑處死，該部隊中的許多官兵也以同樣的方式被處死。

## 軍階
| 標誌    | 標誌              | 軍階（俄文） | 軍階（中文）    | 相對應的德國軍階          |
| 領章    | 肩章              | 軍階（俄文） | 軍階（中文）    | 相對應的德國軍階          |
| ------- | ----------------- | ------------ | --------------- | ------------------------- |
|         |                   | Генерал      | 上將            | General der Waffengattung |
|         | Генерал-лейтенант | 中將         | Generalleutnant |                           |
|         | Генерал-майор     | 少將         | Generalmajor    |                           |
|         |                   | Полковник    | 上校            | Oberst                    |
|         | Подполковник      | 中校         | Oberstleutnant  |                           |
|         | Майор             | 少校         | Major           |                           |
|         | Капитан           | 上尉         | Hauptmann       |                           |
|         | Поручик           | 中尉         | Oberleutnant    |                           |
|         | Подпоручик        | 少尉         | Leutnant        |                           |
|         |                   | Фельдфебель  | 上士            | Feldwebel                 |
|         | Унтер-офицер      | 中士         | Unteroffizier   |                           |
|         | Ефрейтор          | 上等兵       | Gefreiter       |                           |
|         | Солдат            | 列兵         | Soldat          |                           |
| Source: | [ 1 ]             |              |                 |                           |

## 歷史

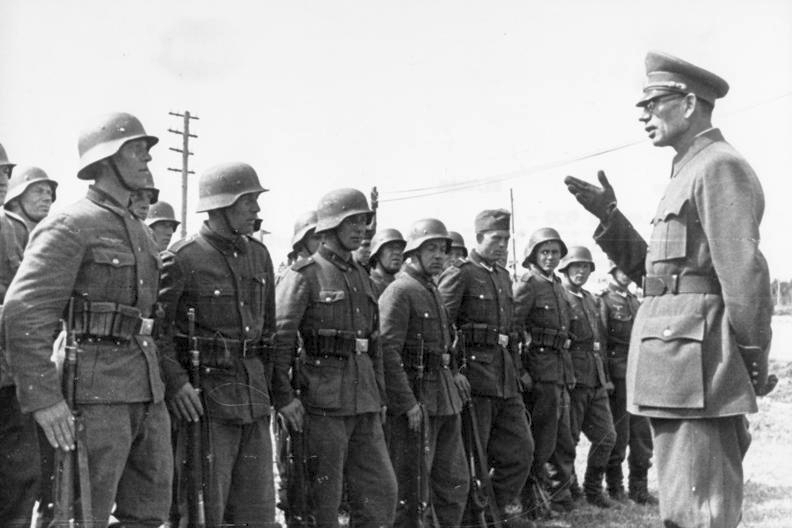
弗拉索夫（右立者）與俄羅斯解放軍

### 起源

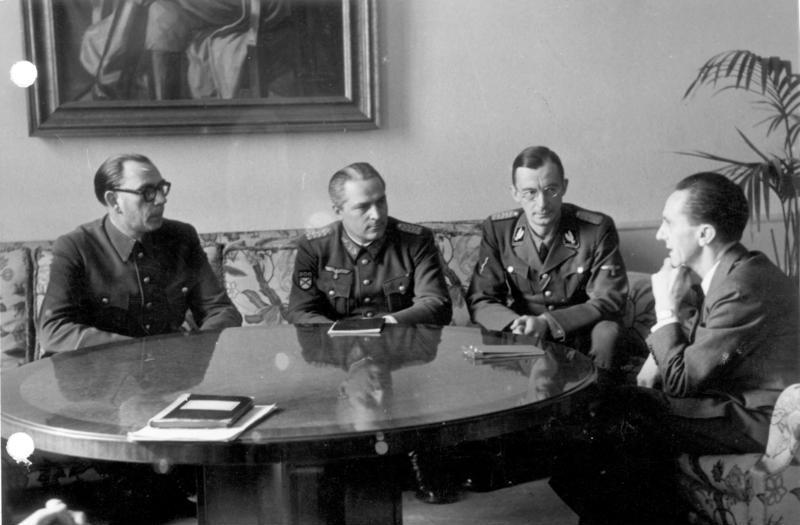
納粹宣傳部長戈培爾（最右者）與弗拉索夫會談

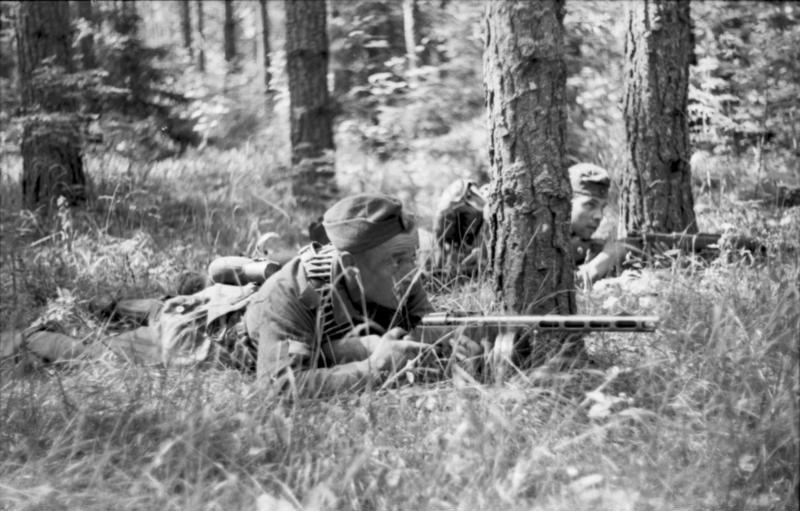
使用PPSh-41冲锋枪的俄羅斯解放軍士兵

起初有少數俄羅斯志愿者被招募至德意志國防軍中，他們身穿標誌“俄羅斯解放軍”的衣服，當時還未成一支真正的軍隊，只是納粹的宣傳手段而已。這些志愿者被稱為，意為「志愿者」，他們德國指揮官控制下，從事各種非戰鬥任務，幾位德國將領也從其中組織小型武裝單位，用於打擊蘇聯游擊隊的活動。
雖然希特勒允許用他們來進行宣傳，但不同意組織一支武裝力量，也因如此，許多希望同德國對抗蘇聯的叛逃者與戰俘的心愿久久無法實現。事實上，大部分的志愿者之所以倒戈僅是為了逃離德軍的戰俘營，尤其是惡名昭彰的關押蘇聯戰俘的戰俘營，該營有許多人是活活餓死於其中。
與此同時，被俘的蘇聯將軍安德烈·弗拉索夫，與他的德俄盟友，拼命遊說德國高層，希望允許組織一支真正的軍隊，這將會使許多前紅軍人員前來投靠，形成一股巨大的反共力量，但希特勒的幕僚卻一再拒絕此提議。即使如此，弗拉索夫與他的支持者認為希特勒始終會發現「抱著對俄羅斯人的輕視與敵意無法戰勝蘇聯」，而回應他們的要求。

## 影响
2006年5月9日，俄罗斯举办胜利日阅兵时开始，俄罗斯国旗开始和胜利旗一同出现。然而俄罗斯的老兵组织对俄罗斯国旗的使用产生了异议，认为在“卫国战争”中现今的俄罗斯三色国旗是德国一方的弗拉索夫领导的俄罗斯解放军所使用的旗帜。在一封致俄罗斯总统的公开信中写道：
|  | 将胜利旗和三色旗放置在一起饱具争议 ... 这会让人感觉弗拉索夫赢得了伟大的卫国战争。但即使三色旗没有这一段被二战中的叛徒弗拉索夫玷污的历史，三色旗也不应和胜利旗一起出现。因为卫国战争的胜利并不仅仅是俄罗斯人民的胜利，而是全体苏联人民的胜利，将苏联国旗以三色旗代替即是扭曲了卫国战争及独联体各国的历史。 |